# Speranța Rădulescu
Speranța Rădulescu (n. 13 februarie 1949, Buzău – d. 21 ianuarie 2022, București) a fost un reputat etnomuzicolog, antropolog și distinsă cercetătoare, specialistă în muzicile de tradiție orală (folclor muzical) și muzicile de metisaj.

## Biografie
Speranța Rădulescu și-a început studiile muzicale în Târgoviște, apoi s-a mutat în capitala României, București, unde a studiat compoziția muzicală la Conservatorul „Ciprian Porumbescu” din București (acum Universitatea Națională de Muzică), cu profesorii Tudor Ciortea și Myriam Marbé, pe care îl absolvă ca șefă de promoție. Aici a fost colegă cu compozitorul Adrian Enescu.
Între 1973-1990 a lucrat ca cercetător etnomuzicologic la Institutul de Etnografie și Folclor din București.  În 1979 devine membru al Uniunii Compozitorilor și Muzicologilor din România. Din 1980 preia pentru o vreme funcția de șef al secției de muzică și coregrafie a Institutului. Între 1982-1984 se ocupă de editarea unor discuri cu înregistrări din arhiva Institutului, în cadrul „Colecției naționale de folclor”. În 1984 devine doctor în muzicologie la Conservatorul „Gheorghe Dima” din Cluj-Napoca, conducătorul tezei fiind profesorul Romeo Ghircoiașiu.  
După 1990 a continuat ca cercetător la Muzeul Țăranului Român  din București, timp în care și-a intensificat cercetările pe teren, în aproape toate regiunile României.   
În 1992 lansează împreună cu pictorul Horia Bernea colecția „Ethnophonie”, publicând casete cu muzici tradiționale ale românilor și ale altor grupuri etnice. Începând cu anul 2000 se trece la producția pe CD, primele zece din colecție fiind distinse cu premiul „Coups de Coeur“, din partea Academiei „Charles Cros“ din Franța. În 2006, unul dintre discuri, conținând muzici aromâne, primește Premiul Criticii Germane a Discului.
În 2005 devine profesor asociat la Universitatea Națională de Muzică și cercetător în retragere la Muzeul Țăranului Român, în calitate de etnomuzicolog.
Moare la data de 21 ianuarie 2022 la București.

## Realizări
Între 1988 și 2019 a organizat zeci de turnee cu concerte de muzică tradițională în Elveția, Franța, Regatul Unit (Scoția), Italia, Belgia, Olanda, Germania, Austria, Grecia, Spania, Luxemburg. Participanții erau în masură covârșitoare țărani-muzicieni din variate regiuni ale României. 
Concerte memorabile au avut loc la Teatro La Fenice, Veneția (Italia, 1997 și 1998), Theatre de la Ville, Paris, Franța, Teatrul Villette, și Maison des Cultures du Monde din Paris (1988-2019), Universitatea de Muzică și Teatru din Viena, Teatrul Montreux (1993), Palatul Muzicii din Atena. 
În 2005 a început colaborarea cu Universitatea Națională de Muzică din București, ca profesor asociat, activitate pe care o continuă îndrumând doctoranzi.
A colaborat cu importante reviste și publicații periodice atât din țară, cât și din străinătate, precum: „Cahiers de musiques traditionneles” (Geneva), „Ethnologie française ” (Paris), „Martor”, „Revista de etnografie și folclor”, „România literară” ș.a. și a publicat numeroase studii și articole în volume colective, în România și în diferite țări (Franța, Elveția, Italia, Regatul Unit, Austria, Germania, Cehia, Grecia, Serbia, Bulgaria, Macedonia, Ucraina, Republica Moldova).
A susținut numeroase comunicări științifice și conferințe atât în spațiul european (Franța, Elveția, Marea Britanie, Germania, Senegal, Slovacia, Spania etc.), cât și în SUA, China și Senegal.
A organizat concerte de muzică tradițională în străinătate (Elveția, Franța, Israel) și în România, la Muzeul Țăranului Român. 
A fost membră a mai multor societăți interne și internaționale de profil, precum SFE (Société Française d’Ethnomusicologie), ICTM (International Council for Traditional Music) sau UCMR (Uniunea Compozitorilor și Muzicologilor din România).
Speranța Rădulescu a fost omagiată în anul 2022 la, în simpozionul științific din cadrul Săptămânii Internaționale a Muzicii Noi. Bernard Lortat-Jacob, Laurent Aubert, Margaret Beissinger și alți etnomuzicologi cu care a colaborat îndeaproape au vorbit despre modul în care au interacționat cu ea – ca cercetător și ca prieten –, despre relația Speranței cu lăutarii și despre abordarea ei metodologică.

## Premii și distincții
- Premiul „Ciprian Porumbescu”  al Academiei R.S.R. (1984) pentru lucrarea Taraful și acompaniamentul armonic în muzica de joc.
- Premiul Uniunii Interpreților și Criticilor Muzicali din România (1994) pentru promovarea operei lui George Enescu.
- Premiul Coup de coeur al Academiei Charles Cros (2005) pentru primele 10 CD-uri din colecția „Ethnophonie”.
- Premiul Schallplatten Kritik (2007) pentru CD-ul Aromânii din Andon Poci.
- Premiul Coup de coeur al Academiei Charles Cros (2020) pentru Taraful Bucureștilor, înregistrat de Maison des Cultures du Monde, Paris.

## Publicații

### Lucrări științifice[6]

#### Proprii
- Taraful și acompaniamentul armonic în muzica de joc, Colecția Națională de Folclor, București, Editura Muzicală, 1984, 724 p.
- Cîntecul: Tipologie muzicală. I. Transilvania meridională, Colecția Națională de Folclor, București, Editura Muzicală, 1990, 256 p. ISBN 973-42-0054-2
- Hopa-Tropa-Europa, București, Muzeul Țăranului Român, 1992, 42 p.
- Peisaje muzicale în România secolului XX. Partea I (Musical Landscapes In Twentieth-Century Romania. Part I). Bucharest, Muzeul Țăranului, 52 p.
- Peisaje muzicale din România secolului XX, București, Editura Muzicală, 2002, 192 p. ISBN 973-42-0297-9
- Taifasuri despre muzica țigănească / Chats about Gypsy Music, București, Editura Paideia, 2004, 247 p. ISBN 973-596-204-7
reed. Editura Paideia (ediția a II-a), 2015, 300 p. ISBN 978-606-748-073-3
- Muzici și societăți (broșură), București, Editura Universității Naționale de Muzică, 2012, 28 p. ISBN 978-973-1905-99-0
- Regards sur la musique en Roumanie au XXe siecle. Musiciens, musiques, institutions, Paris, L’Harmattan, 2021, 192 p. ISBN 978-2-343-23193-8

#### Coautor
- Vom muri și vom fi liberi, București, Editura Meridiane, 1990, 340 p. ISBN 978-973-33-0112-7 (în colaborare cu Irina Nicolau și Ioana Popescu)
- Piața Universității (University Square). Bucharest, Editura Nemira, 1997 (co-author).
- À tue-tête. Chant et violon au Pays de l’Oach, Roumanie (with Jacques Bouët and Bernard Lortat-Jacob), Collection “Hommes et musiques”. Paris, Université Paris-Nanterre, 2002, 350 p. ISBN-10: ‎ 2901161669;  ISBN-13 : ‎ 978-2901161660
- Din răsputeri. Glasuri și cetere din Țara Oașului, București, Institutul Cultural Român, 2006, 268 p. ISBN 973-577-499-2 (în colaborare cu Jacques Bouët și Bernard Lortat-Jacob)
- Manele in Romania: Cultural Expression and Social Meaning in Balkan Popular Music, Lanham, Boulder, New York, London, Rowman & Littlefield, 2016, 348 p. ISBN 978-144-226-708-4 (în colaborare cu Margaret Beissinger și Anca Giurchescu)

### Studii și articole (selectiv)

#### Volume colective
- „Un virtuos al ocarinei - Șerban Butoi”, în Studii de etnografie și folclor din zona Brăilei, Brăila, Centrul de Îndrumare a Creației Populare, 1976
- „Armonia populară brăileană”, în Studii de etnografie și folclor din zona Brăilei, Brăila, Centrul de Îndrumare a Creației Populare, 1977
- „Caractère spécifique roumain dans le langage harmonique de la IIIe Sonate pour piano et violon” de Georges Enesco” și „La connotation „populaire” dans la „III-eme Sonate  pour piano et violon” de Georges Enesco”, în Enesciana II-III. Enesco, musicien complexe, București: Editura Academiei R.S.R., 1981
- „Das Rumanische Volkslied. Formenreichtum und Einstimmigkeit” și „Le «taraf»: formation musicale de ménétriers”, în Enesciana IV. Georges Enesco, compositeur roumain, București, Editura Muzicală, 1985
- „Musiques traditionnelles et ethnomusicologie sous pression politique”, în Pom pom pom pom: musiques et caetera, Musée d’ethnographie de Neuchâtel, 1997
- „Our Music vs The Music of Others”, în Music, Language and Literature of the Roma and Sinty, Max Peter Baumann (ed.), Bamberg, VWB, 2000
- „What is Gypsy Music? On Belonging, Identification, Attribution, the Assumption of Attribution”, în Romska Hudba na prelomu tisicileti, Zuzana Jurkova (ed.), Praga, SUGA, 2003
- „Le musiche di traditione orale in Romania”, în Quaderni del Premio Letterario Giuseppe Acerbi. Litteratura della Romania, Roma, Gabrielli Editori, 2005
- „Parallel Comunities, Identities, and Musics: the Case of Roma and Gypsies from Gratia Village (Romania)”, în Shared Musics and Minority Identities, Naila Ceribasic & Erica Haskell (eds.), Zagreb, Institute of Ethnology and Folklore Research, 2006
- „Estetica muzicală la plural. Câteva reflecții grăbite”, în Estetica muzicală. Un alt fel de manual, București, Editura Universității Naționale de Muzică, 2007
- „Un repère durable: Constantin Brăiloiu (1983-1958)”, în Mémoire vive, sous la direction de Laurent Aubert, Genève, MEG, 2009
- „Constantin Brailoiu (1893-1958), pionnier de l’ethnomusicologie moderne”, în L’air du temps. Musiques populaires dans le monde, Genève, Editions Apogée, 2012
- „Oriental Waves in Romanian Popular Music from Wallachia and Moldavia”, în Sweet Sixties, Georg Schoellhammer & Ruben Arevshatyan (eds.), Sternberg Press, 2013
- „Preserving Traditions as a Way of Rejecting a Social Order Percieved as Oppressive”, în Terminology and Theoretical Approaches and Crossing National Boundaries/intercultural Communication, Elsie Ivancich Dunin, Liz Melish, Ivona Opetcheska-Tatarchevska (eds.), Skopje, Ministry of Culture, 2014
- „The Oșeni and the Dynamics of their Emblematic Music”, în Urban People. Music and Crossing Bridges, Zuzana Jurkova (ed.), Praga, Charles University in Prague, 2015
- „Improvization and one of its Motives: Comments on a Romanian case”, în Music and Dance in Southeastern Europe: New Scopes of Research and Action, ICTM Study group on music and dance in Southeastern Europe, Liz Mellish, Nick Green & Mirjana Zakic (eds.), Belgrade, Faculty of Music, 2016
- „Oral Musics in Contemporary Romania: a few Particularity”, în Forum: Rumänien. Von Hora, Doina und Lautaren. Einblicke in die rumänische Musik und Musikwissenschaft, Thede Kahl (ed.), Berlin, Editura Frank & Timme, 2016
- „«I hear the drum, but I cannot see it!» The Main Accompanying Instrument and Its Emblematic Sound”, în European Voices III. The instrumentation and Instrumentalization of Sound. Local Multipart Music Practices in Europe, Ardian Ahmedaja (ed.), Böhlau Verlag Wien Köln Weimar, 2017
- „The Gypsy Musicians of Romania: The Past and the Timeless Universe that Takes Its Place”, în Music – Memory – Minorities: Between Archive and Activism, Zuzana Jurkova, Veronika Seidlova (eds.). Praga, Charles University Karolinum Press, 2020
- „Folklore in the Communist Period and its Later Extensions”, în Music in Post-socialism. Three Decades in Retrospect, Billiana Milanovici, Melita Milin & Danka Mihajlovici (eds.), Belgrad, Institute of Musicology, Serbian Academy of Sciences and Arts, 2020
- „Prefacerea muzicilor orale de-a lungul secolului XX”, în Noi istorii ale muzicilor românești, vol. 2: Ideologii, instituții și direcții componistice în muzica românească din secolele XX-XXI, Valentina Sandu-Dediu & Nicolae Gheorghiță (coord.), București, Editura Muzicală, 2020

#### Periodice
- „Analiza unui text muzical lăutăresc”, în Revista de Etnografie și Folclor, tom. 22, nr. 1, București, 1977
- „La lecture psycho-sémiotique du message musical”, în Revue Roumaine d’Histoire de l’Art, tome XIV, București, 1977
- „Quelques considérations sur la communication artistique musicale de la perspective du système sémiologique de Louis Prieto”, în Revue Roumaine d’Histoire de l’Art, tome XVI, București, 1977
- „Considérations critiques sur le spectacle de folklore contemporain”, în Revue Roumaine d’Histoire de l’Art, tome XVIII, București, 1978 (în colaborare cu Irina Nicolau)
- „Operații de gândire implicate în transcrierea textului muzical de tradiție orală”, în Revista de Etnografie și Folclor, tom. 24, nr. 2, București, 1979
- „Creația enesciană în prelungirea unor straturi vechi de muzică populară” în Anuarul Institutului de Cercetări Etnologice și Dialectologice, Seria A, 2, București, 1980
- „Ansamblul (vocal-)instrumental folcloric românesc. Schiță tipologică”, în Muzica, nr. 10-11, București, 1980
- „Elemente de proveniență folclorică în muzica enesciană”, în Muzica, nr. 9, București, 1981
- „Posibilitățile și limitele filmului etnografic în cercetarea etnologică actuală”, în Anuarul Institutului de Cercetări Etnologice și Dialectologice, Seria A, 3, București, 1981 (în colaborare cu Irina Nicolau)
- „Forme de manifestare a univocalității în folclorul muzical românesc”, în Revista de Etnografie și Folclor, tom. 28, nr. 1, București, 1983
- „Istoria tarafului sătesc trăită și comentată de lăutarii înșiși”, în Revista de Etnografie și Folclor, tom. 29, nr. 2, București, 1984
- „Musique d’ensemble: le taraf traditionnel”, în Dialogue. Revue d'Etudes Roumaines et des traditions orales Méditerranéennes, nr. 12-13, Montpellier, 1 984
- „Ucenicia lăutarului”, în Revista de Etnografie și Folclor, tom. 30, nr. 2, București, 1985; idem, în limba franceză („La formation du lăutar roumain”), în Cahiers de musique traditionnelle, vol. 1, Genève, 1988
- „Plurispecializarea lăutarului”, în Revista de Etnografie și Folclor, tom. 31, nr. 1, București, 1986
- „Sistemul muzicii folclorice în contemporaneitate” și „Relația muzică-text în cântecul contemporan”, în Anuarul Institutului de Cercetări Etnologice și Dialectologice, Seria A, 6-7, București, 1987
- „Formații și interpreți de muzică populară în festivalul «Cântarea României»”, în Anuarul Institutului de Cercetări Etnologice și Dialectologice, Seria B, 4, București, 1987
- „Evoluția acordajului viorii populare în Țara Oașului”, în Muzica, nr. 3, București, 1990 (în colaborare cu Felicia Diculescu)
- „Traditional Music in Man-Oriented Cognitive Acts. Some Romanian Cases”, în Revue Roumaine d’Histoire de l’Art, tome XXVII, București, 1990
- „L’accompagnement harmonique dans la musique paysanne roumaine”, în Cahiers de musique traditionnelle, vol. 6, Genève, 1993
- „Consequences of the Political Changes in Romanian Peasant Music”, în Revue Roumaine d’Histoire de l’Art, tome XXXI, București, 1994
- „La musique paysanne roumaine. Sythématisation ethnomusicologique et taxinomie populaire”, în Ethnologie Française, tome XXV, nr. 3, Paris, 1995
- „Fidders’ Contracts and Payements”, în East European Meetings in Ethnomusicology, Vol. 3, București, 1996
- „Gypsy Music vs. music of the Others” în Martor, nr. 1, București, 1996
- „Față în față cu prefacerea muzicilor de tradiție orală”, în Muzica, nr. 4, București, 1997
- „Traditional Musics and Ethnomusicology under Political Pressure: the Romanian Case”, în Anthropology Today, Vol. 13, No. 6 (Dec.), London, 1997
- „Constantin Brăiloiu et l’ethnomusicologie d’aujourd’hui” și „Le fond «Constantin Brăiloiu» dans la bibliothèque du Musée de l’Homme”, în Martor, nr. 3, București, 1998
- „The Peasant Brass Band in Romania”, în East European Meetings in Ethnomusicology, Vol. 6, București, 1999
- „Musiques de métissage pan-balkanique en Roumanie”, în Cahiers de musique traditionnelle, Vol. 13, Genève, 2000
- „Pan-Balkanic Waves in Romanian Oral Music” și „Musician Gică Diricel: His Music and Estrangement”, în Martor, nr. 6, București, 2001
- „O minoritate într-un context plurietnic: evreii din ținutul Botoșani și muzica lor de petrecere”, în Muzica, nr. 3, București, 2010 (în colaborare cu Florin Iordan)
- „Les manele, symbole de la “décadence”, în Etudes Tsiganes. Revue trimestrielle, nr. 38. Paris, 2010
- „Pan-Balkan and Euro-American Fusion Music and Dance. The Case of the Romanian Manea”, în Yearbook for Traditional Music, vol. XLIII, 2011 (în colab. cu Anca Giurchescu)
- „National Ideology, Music and Discourses about Music in Romania in the last Century”, în Musicology Today, Vol. 8, No. 3 (31), București, 2017